# Sylvain Lesné
Sylvain E. Lesné, né en 1974, est un neuroscientifique français, professeur associé au Département de neurosciences de la faculté de médecine de l'université du Minnesota (UMN), connu pour ses recherches sur la maladie d'Alzheimer. Il est l'auteur principal d'un article de Nature de 2006  dans lequel est avancée pour la première fois l'hypothèse selon laquelle un oligomère toxique de la protéine bêta-amyloïde, baptisé Aβ*56, serait une cause des troubles de la mémoire dans la maladie d'Alzheimer, dans le cadre de l'hypothèse amyloïde. En juillet 2022, son travail fait l'objet d'une enquête pour suspicion de fraude : des images publiées auraient été manipulées pour exagérer le rôle d'Aβ*56 dans la maladie d'Alzheimer. L'étude est finalement rétractée en 2024, à un moment où d'autres articles suspects de Sylvain Lesné font encore l'objet d'enquêtes. Il démissionne en 2025.

## Biographie

### Formation et famille

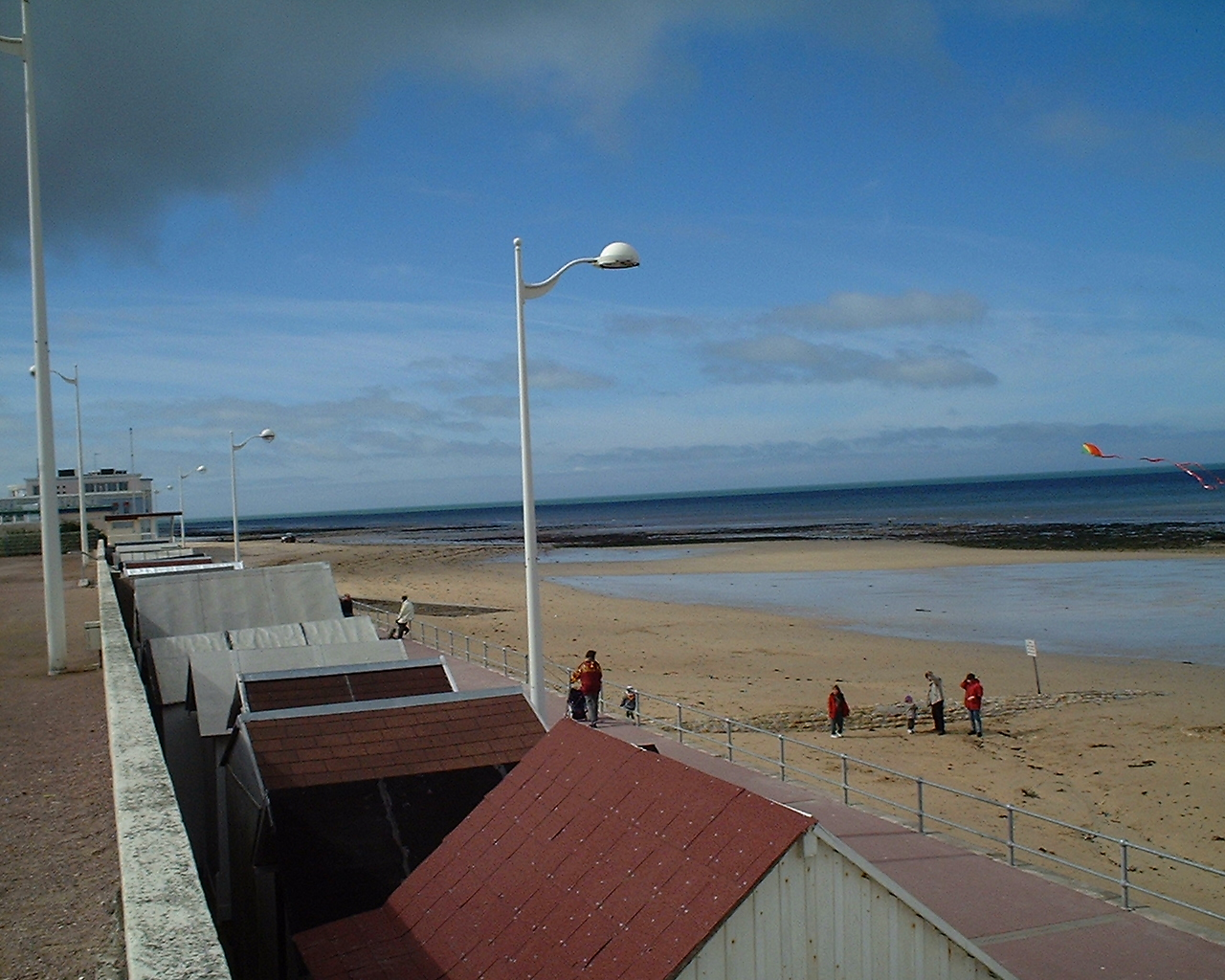
La plage de Luc-sur-Mer en 2001, vers la fin de la formation universitaire de Sylvain Lesné.

Né en 1974, Lesné grandit à Luc-sur-Mer, une petite ville de Normandie. Ses parents sont Bertrand et Marie Carmen Lesné. Il est titulaire d'un master en biochimie et d'un doctorat en neurosciences de l'université de Caen Normandie avec une thèse soutenue en 2002 et intitulée Régulation d'expression et du ressenti d'APP au cours des pathologies dégénératives. Le 14 août 2010, à Beauvoir-sur-Mer, il épouse Jill Caroline, une psychologue et éducatrice spécialisée originaire du Minnesota.

### Carrière à l'université du Minnesota
Ayant obtenu son titre universitaire, Lesné est recruté en 2002, en qualité de chercheur postdoctoral associé, par le groupe de la professeure Karen Ashe à l'université du Minnesota,.
Depuis 2009, Lesné dirige une équipe de recherche à l'UMN, financée par les National Institutes of Health (NIH). Selon le quotidien Star Tribune de Minneapolis il aurait reçu, de 2008 à 2012, 774 000 $ de subventions du NIH pour étudier l'Aβ*56, en plus de plus de 7 millions de dollars pour la recherche sur la maladie d'Alzheimer.
Lesné est également chercheur au Centre N. Bud Grossman de l'UMN.
Il démissionne le 1er mars 2025,.

### Recherche sur Alzheimer

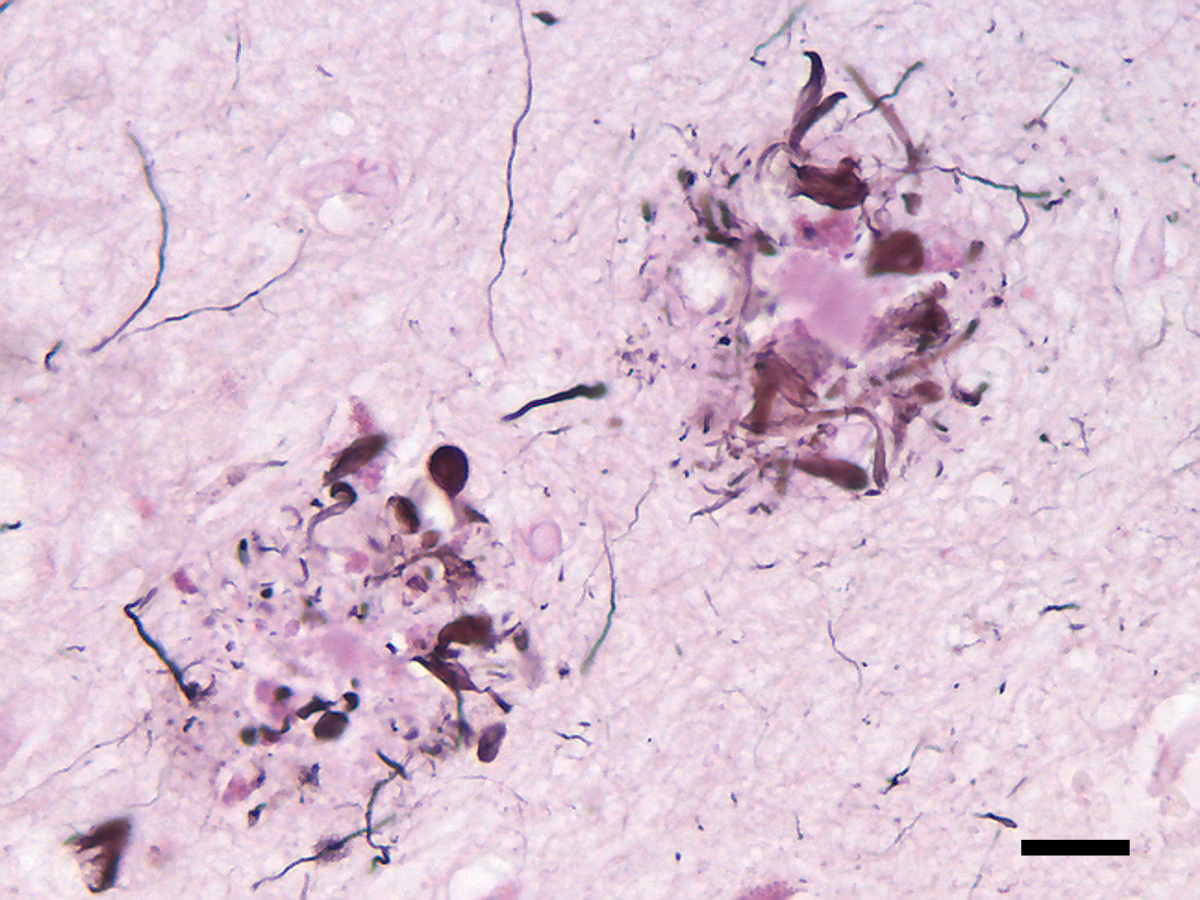
Image en microscopie optique à fort grossissement (échelle donnée par la barre noire d'une longueur de 20 microns) de deux plaques amyloïdes caractéristiques de la maladie d'Alzheimer (coloration NF-PAS).

Lesné est l'auteur principal, avec Ashe et d'autres coauteurs, d'un article influent publié en 2006 dans le journal Nature,,, suggérant qu'un oligomère particulier de la protéine bêta-amyloïde (connu sous le nom de bêta amyloïde-étoile 56 ou Aβ*56) serait l'une des causes de la maladie d'Alzheimer,, étant responsable des déficits de mémoire constatés dans cette affection. Les auteurs s'appuient pour aboutir à cette conclusion sur des images de western blot montrant que l'oligomère Aβ*56 se développe en même temps que les souris commencent à présenter une démence sénile.
Au début de 2022, la revue Science affirme qu'il s'agit du cinquième article le plus cité dans la recherche sur la maladie d'Alzheimer, avec environ 2 300 citations ; The Guardian dit que l'article a été « très influent », le qualifiant de « l'un des éléments les plus cités de la recherche sur la maladie d'Alzheimer au cours des deux dernières décennies », il aurait « dominé le champ » de la recherche. Selon le Daily Telegraph, cet article fondateur a conduit à une augmentation dans le monde entier du financement de la recherche sur les médicaments contre la maladie d'Alzheimer basés sur la suppression des plaques amyloïdes.

## L'enquête de 2022

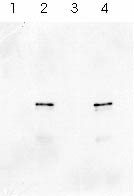
Une image de western blot montrant la correspondance entre les bandes sombres de deux peptides de même poids moléculaire. La controverse sur l'authenticité des images publiées par Lesné et al. porte sur l'intensité de la coloration de l'une des bandes sombres (qui correspondrait dans ce cas à la signature de l'oligopeptide Aβ*56) qui aurait été, selon Charles Piller, artificiellement augmentée.

En juillet 2022, la prestigieuse revue américaine Science, sous la signature du journaliste scientifique Charles Piller, met en doute l'authenticité des images publiées dans les articles de Lesné,,. Charles Piller allègue, sur la base d'une enquête de six mois, que les images pourraient avoir été modifiées pour exagérer le rôle d'Aβ*56 dans la maladie d'Alzheimer. Matthew Schrag, un neuroscientifique de l'université Vanderbilt, soulève des inquiétudes dans un rapport de lanceur d'alerte selon lequel les images ont été falsifiées, mettant en doute l'association entre Aβ*56 et les symptômes de la démence.
Lesné est le principal chercheur supervisant ou instigateur des travaux dans une dizaine d'études contestées,. Il fait l'objet d'une enquête de l'UMN depuis le 23 juillet 2022.
Dans une note du 14 juillet 2022, les rédacteurs en chef de Nature répondent en indiquant qu'ils s'étaient saisi du sujet et qu'une enquête avait été diligentée sur les préoccupations soulevées, qu'une « réponse éditoriale suivrait dès que possible », et que « les lecteurs sont invités à faire preuve de prudence dans l'utilisation des résultats qui y sont rapportés »,. Le NIH, auquel Schrag a envoyé le rapport de dénonciation, enquête également sur l'affaire et pourrait décider de la transmettre au Bureau américain de l'intégrité de la recherche si les plaintes sont jugées valables.
Selon John Forsayeth, un autre chercheur sur la maladie d'Alzheimer, Ashe se serait rendue coupable d'une « faute éthique majeure » dans la surveillance des données et Dennis Selkoe a déclaré qu'il ne comprenait pas comment Ashe n'avait pas vérifié les données compte tenu des réactions à l’article paru dans Nature en 2006. Piller écrit que le travail de Lesné était déjà mis en question avant son enquête et que d'autres chercheurs n'avaient pas été en mesure de reproduire ses résultats. À la date du 22 juillet 2022, Lesné n'avait encore fait aucun commentaire, mais Karen Ashe, refusant de commenter l'enquête menée par l'UMN déclare :
« Having worked for decades to understand the cause of Alzheimer disease, so that better treatments can be found for patients, it is devastating to discover that a co-worker may have misled me and the scientific community through the doctoring of images. It is, however, additionally distressing to find that a major scientific journal has flagrantly misrepresented the implications of my work. »
— Karen Hsiao Ashe, 

« Ayant travaillé pendant des décennies pour comprendre la cause de la maladie d'Alzheimer, afin que de meilleurs traitements puissent être trouvés pour les patients, il est consternant de découvrir qu'un collègue m'a peut-être induit en erreur ainsi que la communauté scientifique [...] [et] affligeant qu'une revue scientifique majeure ait déformé de manière flagrante les implications de mon travail »
— 
Le Daily Telegraph indique de son côté, sous la plume de Sarah Knapton, que les auteurs de l'article mis en cause de l'UMN ont défendu leurs découvertes originales et soutiennent le rôle de l'amyloïde comme cause de la maladie d'Alzheimer.
Si les études étaient manipulées, le Star Tribune rapporte que « la réflexion sur les causes de la maladie et de la démence » pourrait « fondamentalement changer ». Selkoe a déclaré à Science que l'hypothèse amyloïde reste globalement valide et que ce qui ressemble à un exemple flagrant de fraude scientifique n'implique que les recherches sur les oligomères bêta-amyloïde (Aβ). Sara Imarisio de Alzheimer's Research UK déclare « Ces allégations sont extrêmement graves. La protéine amyloïde est au centre de la théorie la plus influente sur la façon dont la maladie d'Alzheimer se développe dans le cerveau. Mais les recherches remises en cause se concentrent sur un type bien précis d'amyloïde, et ces allégations ne remettent pas en cause la grande majorité des connaissances accumulées au cours de décennies de recherche sur le rôle de cette protéine dans la maladie ».

## Conséquences
L'étude est finalement rétractée en 2024, l'autrice senior de l'article affirmant alors qu'« il est clair que plusieurs des figures [dans cet article] ont été manipulées ». L'Université du Minnesota mène d'autres enquêtes sur des articles suspects de Sylvain Lesné.
Pour certains, cette affaire remet en cause l'hypothèse amyloïde dominante dans le monde de la recherche, tandis que d'autres, principalement des scientifiques, ont un avis opposé, et jugent que cela n'invalide pas les autres travaux effectués.